# Tổng sản lượng
Trong kinh tế học quản trị, tổng sản lượng (ký hiệu là TP) là mức sản lượng được sản xuất ra từ các mức khác nhau của một yếu tố đầu vào kết hợp với các mức cố định của các yếu tố khác.
Khái niệm tổng sản lượng khái niệm là khởi đầu để tính toán nhiều chỉ tiêu kinh tế, kinh doanh, nhất là phân tích ngắn hạn.
Khi xem xét các nhân tố tác động đến tổng sản lượng, nhà quản lý có thể đi đến quyết định dịch chuyển nhân tố nào để tối ưu hóa quá trình sản xuất.

## Các nhân tố liên quan
Nhân tố liên quan là sản phẩm biên (MP) là mức thay đổi trong tổng sản lượng tương ứng với sự thay đổi từng đơn vị đầu vào biến đổi được sử dụng.
Nhân tố khác là sản phẩm trung bình (AP) là tỷ lệ giữa tổng sản lượng và mức đầu vào biến đổi được sử dụng. Độ co giãn của sản lượng biểu thị tỷ lệ giữa phần trăm thay đổi sản lượng (hoặc tổng sản lượng) và phần trăm thay đổi đầu vào biến đổi được sử dụng.
Theo quy luật lợi tức giảm dần, từ sau một điểm xác định thì sản phẩm cận biên của một yếu tố đầu vào biến đổi sẽ giảm xuống.

## Các giai đoạn diễn biến của sản lượng trong sản xuất
1. "Giai đoạn 1 của sản xuất" là giai đoạn có những mức sản phẩm trung bình tăng dần (từ yếu tố đầu vào biến đổi đó).
2. "Giai đoạn 2 của sản xuất" là giai đoạn từ những mức sản phẩm trung bình tối đa (từ yếu tố đầu vào biến đổi đó) đến thời điểm sản phẩm cận biên của yếu tố đâù vào đó là bằng 0.
3. "Giai đoạn 3 của sản xuất" là giai đoạn có những mức sản phẩm cận biên từ đầu vào biến đổi đó đạt giá trị âm.